# شباب محمد (مصر)
شباب محمد هي جماعة إسلامية تأسست في مصر عام 1940م.

## التأسيس
أسسها أعضاء سابقون في مكتب الإرشاد العام لجماعة الإخوان المسلمين وهم محمد علي المغلاوي سكرتير لجنة الطلبة والعمال العامة والمحامي محمود أبو زيد مدير مجلة النذير؛ وذلك بعد خلافهم مع الإخوان بسبب بطء خطوات الإخوان نحو الإصلاح، وتساهل الإخوان في ضم الأنصار والمؤيدين، وفي التعامل مع الحكام والملوك وعزمهم على دخول معترك الانتخابات والدخول إلى البرلمان، وأن الإسلام لا يقر طالب الولاية، وكذلك بسبب عدم التعرض للنساء السافرات في الشوارع والطرق والاكتفاء بالنصيحة والكلام، ورفض شباب محمد الترشيح للانتخابات، وطالبوا بمنع النساء من ارتياد المساجد، وقالوا بأن الدعوة الإسلامية يجب أن تكون متطرفة، إلا أنهم تراجعوا عن رفضهم الترشيح في الانتخابات فيما بعد.

## رد الإخوان عليها
رد عليهم حسن البنا في المؤتمر الخامس للإخوان فقال:
وأرسل حسن البنا تصحيحًا لهذه الادعاءات بعنوان «إلى الذين تخلفوا عن الصف» فقال:
وكذلك رد علي اتهامهم له بأنه يقوم بإرضاء الحكام والعمل تحت للوائهم ووضح موقفه من الحكومة المصرية القائمة والسابقة في رسائله فيقول:

## حل الجماعة
أصدر جمال عبد الناصر قرارًا بحل جمعية شباب محمد وإغلاق صحفها على خلفية مقالات لها تهاجم فيها العلاقات السوفيتية المصرية.

## أعلام الجماعة
- حافظ سلامة: أنضم حافظ سلامة إلى جماعة شباب محمد والتي أنشأها مجموعة من الأشخاص المنشقين عن جماعة الإخوان المسلمين، وشارك من خلال تلك الجمعية في الجهاد ضد الاحتلال الإنجليزي، أُلقي القبض عليه على إثر مقال كتبه في جريدة النذير انتقد فيه نساء الهلال الأحمر بسبب ارتدائهن أزياء اعتبرها مخالفة للزي الشرعي، وقاد عمليات المقاومة الشعبية في مدينة السويس بدءًا من يوم 22 أكتوبر 1973م.[3]
- محمد على المغلاوي: مؤسس الجماعة وسكرتير لجنة الطلبة والعمال العامة، عضو مكتب الإرشاد سابقًا.
- على سامى النشار: ليسانس في الفلسفة، عضو لجنة تحرير النذير.
- محمود أبو زيد: مدير مجلة النذير[4]